# Jacob Hermann Obereit
Jacob Hermann Obereit (auch: Oberreit oder Obereidt; * 2. Dezember 1725 in Arbon, Thurgau, Schweiz; † 2. Februar 1798 in Jena) war ein Schriftsteller, Philosoph und Wundarzt. Bekannt wurde Obereit durch seine Wiederentdeckung der Donaueschinger Nibelungenhandschrift C im Jahr 1755 in der Schlossbibliothek zu Hohenems in Vorarlberg.

## Leben
Jacob Hermann Obereit wurde als Sohn des Lindauer Kaufmanns Ludwig Oberreit und Ursula, geborene Wocher, in Arbon geboren. Die Eltern schrieben sich noch mit zwei „r“. Im Jahr 1731 wurde ihm noch eine Schwester geboren, die allerdings bald verstarb. 1732 zog die Familie nach Lindau (Bodensee), wo der Vater eine Anstellung als Rentamtsbuchhalter antrat. Im Jahr darauf wurde den Eltern ein weiterer Sohn geboren, der ebenfalls nicht lange lebte. Nach unregelmäßigem Schulbesuch in Lindau absolvierte Jacob Hermann Obereit 1740 bis 1742 eine Lehre als Wundarzt in Arbon. Ursprünglich wollte er Theologe werden, sein Vater wehrte diesen Wunsch jedoch aufgrund persönlicher Probleme mit der Kirche ab. Im Anschluss ging er über München, Augsburg, Nürnberg und Wien auf Wanderschaft. 1746 erhielt er ein Stipendium des Lindauer Magistrats, er begann ein Medizinstudium an der Universität Halle und wechselte bereits 1747 nach Berlin. Dort befasste er sich besonders mit der praktischen Chirurgie und der damals noch sehr rückständigen Entbindungsmedizin. Zunehmend interessierte er sich für die philosophischen Werke von Gottfried Wilhelm Leibniz und Isaac Newton sowie Klassiker der römischen und griechischen Literatur. Im Jahr 1750 wechselte Obereit, auf Drängen der Stadt Lindau, wieder zurück nach Lindau und wurde als Operateur und praktischer Arzt angestellt. Im Jahr 1751 veröffentlichte er sein erstes Buch in Lindau: Neugegründete phasische Betrachtungen über einige chirurgische Materien als grosse Zerquetschungen, den heissen und kalten Brand, die äussere und innere Beinfäule. 1752 wurde er zum Geburtshelfer- und Hebammenmeister der Stadt bestellt. Auf sein hartnäckiges Drängen wurden alle Hebammen und Geburtshelfer der Stadt vereidigt, um gegen das weit verbreitete Unwesen  in dieser Zunft vorzugehen. 1763 wurde er auswärtiges Mitglied der Bayerischen Akademie der Wissenschaften.

### Nibelungenhandschrift C
Am 29. Juni 1755 besuchte Obereit die Schlossbibliothek der Reichsgrafen von Hohenems und stieß auf die heute in der Badischen Landesbibliothek in Karlsruhe aufbewahrte Nibelungenhandschrift C. In einem Brief an seinen Freund Johann Jakob Bodmer berichtete er von dem Fund: Eben gestern habe ich unvermutete Gelegenheit bekommen, eine kurze Reise ins vorarlbergische Hohen-Ems zu machen, woselbst heute unter anderem die Bibliothek in Augenschein genommen, und so glücklich gewesen, daß ich fast unter den ersten Büchern, so in die Hände bekommen, zwei alte eingebundene pergamentene Codices von altschwäbischen Gedichten gefunden, darvon der einte sehr schön deutlich geschrieben, einen mittelmäßig dicken Quartband ausmacht, und ein aneinanderhängend weitläuftig Heldengedichte zu enthalten scheint, von der burgondischen Königin oder Princessin Chriemhild, der Titel aber ist Adventure von den Gibelungen...
Der zweite genannte Band enthielt das von Rudolf von Ems verfasste Barlaam und Josaphat. Bodmer jedoch verbreitete die Nachricht, dass nicht Obereit, sondern der Oberamtmann Franz Josef von Wocher diese Handschrift entdeckt hätte. Erst 130 Jahre später gelang es Johannes Crueger nach Sichtung von Bodmers Nachlass, diese Unwahrheit richtigzustellen. Ein Grund für diese Lüge war möglicherweise die Selbstsucht Bodmers.
Allerdings entdeckte von Wocher auf Veranlassung Bodmers am 9. September 1779 die Hohenems-Münchener Handschrift A. Er sandte den Band an Bodmer und berichtete dazu am 10. September: ...ich traf den ganzen beträchtlychen, nun bey nahe vermoderten Büchervorrath in zerschiedenen Haufen auf einander liegend an, und nach langem Durchwühlen glückte es mir endlich, das alte Gedicht: Das Liet der Nibelungen zu finden...

### Weiteres Leben
Obereits großes Engagement für die Geburtsmedizin führte im Jahr 1760 zur Herausgabe des Erlasses: Des Heil(igen) Röm(ischen) Reichs Stadt Lindau erneuerte Ordnung und Instruction samt geistlichen Unterricht / nach welchem samtliche Hebammen allda in Stadt und Land sich zu verhalten haben, der gegen einige sehr zweifelhafte Praktiken der Geburtshelfer und Hebammen vorgeht. Mit zunehmendem Alter widmet sich Obereit aber immer mehr seiner philosophischen und metaphysischen Studien und Arbeiten. Er stand in Kontakt mit nahezu allen bedeutenden Philosophen der Zeit und wurde von vielen geachtet und war insbesondere mit Christoph Martin Wieland eng befreundet. Im Jahr 1763 wird er Mitglied der Münchner Akademie der Wissenschaften. Im gleichen Jahr verstirbt seine Mutter Ursula. In den Folgejahren veröffentlicht Obereit zahlreiche philosophische Schriften, die große Beachtung in Deutschland finden. Er geriet in kontroverse Konflikte mit dem Philosophen Johann Georg Zimmermann, und beide griffen sich in der Folge gegenseitig scharf an. 1776 veröffentlicht er sein bedeutendstes Werk: Die Einsamkeit der Weltüberwinder nach inneren Gründen erwogen, von einem lakonischen Philanthropen, welches 1781 bei Böhme in Leipzig erscheint. Im gleichen Jahr verstirbt sein Vater, und in der Folge zieht er mit seiner Liebe, Frau Rietmeier, nach Winterthur. 1769 erhielt er mit Unterstützung Wielands, Kanzler der freien Reichsstadt Biberach, den Titel eines Doktors der Philosophie. 1776 (oder 1777) heiratet er Frau Rietmeier, die aber schon 8 Wochen später an Schwindsucht verstirbt. Obereit zieht nach Zürich und ab 1781 an verschiedene Orte in Deutschland, darunter für mehrere Monate zu seinem Gönner Andreas Nitsche in die Oberlausitz. 1784 ist er in Weimar mehrfach zu Gast bei Wieland, Schiller und Goethe, die ihn auf seine letzten Jahre finanziell unterstützten. Über Umwege zieht er nach Jena in das Haus des Philosophen Johann Gottlieb Fichte in eine kleine Dachkammer. Unfähig, seine Finanzen zu ordnen, verarmt Obereit zunehmend und wird immer abhängiger von seinen Gönnern und Förderern. An den Meininger Hof wurde er 1786 durch die Unterstützung Goethes zum Hofphilosophen berufen, was ihm ein kleines Einkommen, Wohnung und Unterhalt sicherte. Nach kurzer Zeit aber flüchtete er 1791 vor den Verpflichtungen des Hofes wieder nach Jena zurück, wo er schwer leidend, vereinsamt und verarmt am 2. Februar 1798 im Alter von 73 Jahren verstarb.
Trotz dieser harten, letzten Lebensjahre sind sie für Obereit eine äußerst produktive Zeit. Neben dem zahlreichen Schrifttum gelangten in letzter Zeit Obereits Konstellationen zu berühmten Dichtern und Denkern besonders in den Fokus der Forschung. Neben den vier deutschen Literaturklassikern (Wieland, Herder, Goethe und Schiller) sind sowohl Haupt- wie auch Nebenfiguren damaliger Philosophie erwähnenswert und ein Forschungsdesiderat, so gesehen Kant, Fichte und Schelling, als auch Jacobi, Hamann und Reinhold.

## Werke
- Neugegründete phasische Betrachtungen über einige chirurgische Materien als große Zerquetschungen, den heißen und kalten Brand, die äußere und innere Beinfäule. Lindau 1751
- Universalis confortativa medendi methodus disquisitio nova. Karlsruhe 1766
- Universalis confortativa medendi methodus. Karlsruhe 1767
- Vertheidigung der Mystik und des Einsiedlerlebens gegen Herrn Zimmermann in Hannover. Frankfurt/Main 1775
- Ursprünglicher Geister- und Körperzusammenhang, nach Newtonischem Geiste: An die Tiefdenker in der Philosophie. Augsburg 1776
- Die Einsamkeit der Weltüberwinder, nach innern Gründen erwogen von einem lakonischen Philanthropen. Leipzig 1781
- Die Natur und die Heiden über Steinbart; ein Gespräch beim Promeniren. Leipzig 1782
- Gespräch im Traume über eine neue Reformation der geistlichen Orden und der Kirche; ein Pendant zu der Einsamkeit der Weltüberwinder, und zum Gespräche zwischen Waldern und Diethelm im deutschen Merkur. Amsterdam und Leipzig 1783
- Supplike an philosophische Damen, zur Besänftigung der großen flammenden Autorschaft über die Einsamkeit des Herrn Hofrat und Leibarztes Zimmermann in Hannover. In drey Aufwartungen. Leipzig 1786
- Gerade Schweizer-Erklärung von Centralismus, Exjesuiterey, Anecdotenjagd, Aberglauben u.s.w. gegen einen neuen Rosenkranz-Bruder. Berlin 1786
- Die verzweifelte Metaphysik. Berlin? 1787
- Der wiederkommende Lebensgeist der verzweifelten Metaphysik; ein kritisches Drama zu neuer Grund-Critik vom Geist des Lebens. Berlin 1787
- Aufklärungsversuch der Optik des ewigen Natur-Lichts bis auf den ersten Grund aller Gründe. Berlin 1788
- Das offene Geheimnis aller Geheimnisse, die Naturquelle moralischer und physischer Wunder, zur Entwickelung der höchsten Magie des Orients. Meiningen 1788
- Erz-Räthsel der Vernunft-Kritik und der verzweifelten Metaphysik; in der Unmöglichkeit eines Beweises und Nichtbeweises vom Daseyn Gottes aus Wesensbegriffen. Meiningen 1789
- Kritische Spatzirgänge der Vernunft in elysäischen Feldern; vom Geist der verzweifelten Metaphysik. Meiningen 1789
- Maastab und Kompaß aller Vernunft, in der allgemein Ziel und Maas gebenden Gleichgewichtswissenschaft, aus dem Vollkommenheitsgrunde. Meiningen 1789
- Die spielende Universalkritik der ganzen Weltvernunft in einem Gleichgewichtsspiel über alles zum höchsten Zweckrecht; ein Göttergespräch, gesellig eröffnet durch alte Musensöhne, Gotthard Nulle und ungenannte Brüder des alten architektonischen Ordens. Freiberg 1790
- Beobachtungen über die Quelle der Metaphysik, von alten Zuschauern; veranlaßt durch Kant's Kritik der reinen Vernunft. Meiningen 1791
- Obereits Widerruf für Kant. Ein psychologischer Kreislauf. In: Karl Philipp Moritz und Salomon Maimon (Hrsg.): Gnothi Sauton – oder Magazin zur Erfahrungsseelenkunde. Band 9, Heft 2, 1792, S. 106–143
- Des Sprechers Nachteule : Avertissement von der Herausgabe einer endlich real-kritischen Final-Vernunft-Kritik und darzu allgemein zielfüglichen Syntheokritik : Auf die Oster-Messe 1795, Jena 1795.
- Finale Vernunftskritik für das grade Herz: zum Commentar Herrn M. Zwanzigers über Kants Kritik der practischen Vernunft; mit neu pragmatischer Syntheokritik, Onostatik und Unistati. Nürnberg 1796.